# Trofim Jakuszew
Trofim Pawłowicz Jakuszew (ur. 1908 w Szyłowie w obwodzie riazańskim, zm. w marcu 1990 w Kalininie) – oficer NKWD i MGB, jeden ze sprawców zbrodni katyńskiej.
W 1930 wstąpił do Armii Czerwonej, a w 1932 do WKP(b). W 1940 jako pracownik Zarządu NKWD obwodu kalinińskiego (obecnie obwód twerski) brał udział w mordowaniu polskich jeńców; 26 X 1940 rozkazem Ławrientija Berii otrzymał za to nagrodę pieniężną. Później pracował w Zarządzie MGB i MWD obwodu kalinińskiego. Pomocnik komendanta więzienia nr 1 Zarządu Spraw Wewnętrznych Kalinińskiego Obwodowego Komitetu Wykonawczego w stopniu starszego porucznika. W maju 1959 zwolniony do rezerwy.

## Odznaczenia
- Order Czerwonego Sztandaru (1952)
- Order Czerwonej Gwiazdy (1946)
- Medal „Za zasługi bojowe” (1945)